# باول بيكون (سياسي)
باول بيكون (بالفرنسية: Paul Bacon)‏ هو صحفي ونقابي وسياسي فرنسي، ولد في 1 نوفمبر 1907 في باريس في فرنسا، وتوفي في 6 ديسمبر 1999 في Gimont ‏ في فرنسا. نشط حزبياً في الحركة الجمهورية الشعبية. وقد انتخب نائب عن الجمعية البرلمانية لمجلس أوروبا ‏ لترشحه ضمن قائمة فرنسا، (13 أغسطس 1949 – 11 ديسمبر 1951) وانتخب member of the French Economic, Social and Environmental Council ‏ وانتخب نائب فرنسي.